# Barcelona Open 2009 - Qualificazioni singolare
Le qualificazioni del singolare del Barcelona Open 2009 sono state un torneo di tennis preliminare per accedere alla fase finale della manifestazione. I vincitori dell'ultimo turno sono entrati di diritto nel tabellone principale. In caso di ritiro di uno o più giocatori aventi diritto a questi sono subentrati i lucky loser, ossia i giocatori che hanno perso nell'ultimo turno ma che avevano una classifica più alta rispetto agli altri partecipanti che avevano comunque perso nel turno finale.
Le qualificazioni del Barcelona Open  2009 prevedevano 28 partecipanti di cui 7 sono entrati nel tabellone principale.

## Teste di serie
1. Frederico Gil (Qualificato)
2. Miša Zverev (ultimo turno)
3. Daniel Gimeno Traver (Qualificato)
4. Nicolás Massú (primo turno)
5. Paul Capdeville (primo turno)
6. Pablo Andújar (ultimo turno)
7. Kristof Vliegen (ultimo turno)

1. Albert Ramos Viñolas (primo turno)
2. Nicolás Lapentti (Qualificato)
3. Michail Kukuškin (primo turno)
4. Fabio Fognini (Qualificato)
5. Rubén Ramírez Hidalgo (primo turno)
6. Flavio Cipolla (ultimo turno)
7. Santiago Ventura (Qualificato)

## Qualificati
1. Frederico Gil
2. Santiago Ventura
3. Daniel Gimeno Traver
4. Pere Riba

1. Nicolás Lapentti
2. Michail Kukuškin
3. Fabio Fognini

## Tabellone

### Legenda
| - Q = Qualificato - WC = Wild card - LL = Lucky loser | - ALT = Alternate - SE = Special Exempt - PR = Protected Ranking | - w/o = Walkover - r = Ritirato - d = Squalificato |

### Sezione 1
|  | Primo turno | Primo turno             | Primo turno       | Primo turno | Primo turno |  |  | Ultimo turno | Ultimo turno            | Ultimo turno | Ultimo turno | Ultimo turno |  |
|  |             |                         |                   |             |             |  |  |              |                         |              |              |              |  |
|  | 1           | Frederico Gil           | Frederico Gil     | 6           | 6           |  |  |              |                         |              |              |              |  |
|  |             | Laurent Recouderc       | Laurent Recouderc | 1           | 1           |  |  | 1            | Frederico Gil           | 6            | 2            | 6            |  |
|  |             | Daniel Muñoz de la Nava | 4                 | 6           | 6           |  |  |              | Daniel Muñoz de la Nava | 3            | 6            | 1            |  |
|  | 12          | Rubén Ramírez Hidalgo   | 6                 | 3           | 0           |  |  |              |                         |              |              |              |  |

### Sezione 2
|  | Primo turno | Primo turno             | Primo turno             | Primo turno | Primo turno |  |  | Ultimo turno | Ultimo turno     | Ultimo turno | Ultimo turno | Ultimo turno |  |
|  |             |                         |                         |             |             |  |  |              |                  |              |              |              |  |
|  | 2           | Miša Zverev             | 6                       | 3           | 6           |  |  |              |                  |              |              |              |  |
|  |             | Łukasz Kubot            | 4                       | 6           | 1           |  |  | 2            | Miša Zverev      | 4            | 7            | 3            |  |
|  | 14          | Santiago Ventura        | Santiago Ventura        | 6           | 6           |  |  | 14           | Santiago Ventura | 6            | 63           | 6            |  |
|  |             | Miguel-Angel Lopez Jaen | Miguel-Angel Lopez Jaen | 4           | 2           |  |  |              |                  |              |              |              |  |

### Sezione 3
|  | Primo turno | Primo turno          | Primo turno          | Primo turno | Primo turno |  |  | Ultimo turno | Ultimo turno         | Ultimo turno | Ultimo turno | Ultimo turno |  |
|  |             |                      |                      |             |             |  |  |              |                      |              |              |              |  |
|  | 3           | Daniel Gimeno Traver | 3                    | 7           | 6           |  |  |              |                      |              |              |              |  |
|  |             | Stéphane Bohli       | 6                    | 64          | 2           |  |  | 3            | Daniel Gimeno Traver | 3            | 7            | 7            |  |
|  |             | Albert Ramos Viñolas | Albert Ramos Viñolas | 6           | 6           |  |  |              | Albert Ramos Viñolas | 6            | 63           | 5            |  |
|  | 8           | Iván Navarro         | Iván Navarro         | 3           | 4           |  |  |              |                      |              |              |              |  |

### Sezione 4
|  | Primo turno | Primo turno     | Primo turno     | Primo turno | Primo turno |  |  | Ultimo turno | Ultimo turno   | Ultimo turno   | Ultimo turno | Ultimo turno |  |
|  |             |                 |                 |             |             |  |  |              |                |                |              |              |  |
|  |             | Pere Riba       | Pere Riba       | 6           | 6           |  |  |              |                |                |              |              |  |
|  | 4           | Nicolás Massú   | Nicolás Massú   | 4           | 4           |  |  |              | Pere Riba      | Pere Riba      | 6            | 7            |  |
|  | 13          | Flavio Cipolla  | Flavio Cipolla  | 6           | 6           |  |  | 13           | Flavio Cipolla | Flavio Cipolla | 2            | 65           |  |
|  |             | Josselin Ouanna | Josselin Ouanna | 1           | 4           |  |  |              |                |                |              |              |  |

### Sezione 5
|  | Primo turno | Primo turno      | Primo turno     | Primo turno | Primo turno |  |  | Ultimo turno | Ultimo turno     | Ultimo turno | Ultimo turno | Ultimo turno |  |
|  |             |                  |                 |             |             |  |  |              |                  |              |              |              |  |
|  |             | Marc López       | Marc López      | 6           | 6           |  |  |              |                  |              |              |              |  |
|  | 5           | Paul Capdeville  | Paul Capdeville | 1           | 2           |  |  |              | Marc López       | 7            | 2            | 1            |  |
|  | 9           | Nicolás Lapentti | 2               | 6           | 6           |  |  | 9            | Nicolás Lapentti | 5            | 6            | 6            |  |
|  |             | Pablo Cuevas     | 6               | 3           | 0           |  |  |              |                  |              |              |              |  |

### Sezione 6
|  | Primo turno | Primo turno      | Primo turno      | Primo turno | Primo turno |  |  | Ultimo turno | Ultimo turno     | Ultimo turno | Ultimo turno | Ultimo turno |  |
|  |             |                  |                  |             |             |  |  |              |                  |              |              |              |  |
|  | 6           | Pablo Andújar    | Pablo Andújar    | 6           | 6           |  |  |              |                  |              |              |              |  |
|  |             | David Marrero    | David Marrero    | 3           | 2           |  |  | 6            | Pablo Andújar    | 4            | 6            | 2            |  |
|  |             | Michail Kukuškin | Michail Kukuškin | 7           | 6           |  |  |              | Michail Kukuškin | 6            | 4            | 6            |  |
|  | 10          | Andrej Golubev   | Andrej Golubev   | 65          | 4           |  |  |              |                  |              |              |              |  |

### Sezione 7
|  | Primo turno | Primo turno       | Primo turno | Primo turno | Primo turno |  |  | Ultimo turno | Ultimo turno    | Ultimo turno | Ultimo turno | Ultimo turno |  |
|  |             |                   |             |             |             |  |  |              |                 |              |              |              |  |
|  | 7           | Kristof Vliegen   | 1           | 6           | 6           |  |  |              |                 |              |              |              |  |
|  |             | Guillermo Alcaide | 6           | 3           | 3           |  |  | 7            | Kristof Vliegen | 6            | 3            | 4            |  |
|  | 11          | Fabio Fognini     | 1           | 6           | 7           |  |  | 11           | Fabio Fognini   | 2            | 6            | 6            |  |
|  |             | Lamine Ouahab     | 6           | 2           | 68          |  |  |              |                 |              |              |              |  |